# Halliste
Halliste är en ort i Estland. Den ligger i Kõpu kommun och landskapet Viljandimaa, i den sydvästra delen av landet, 120 km söder om huvudstaden Tallinn. Halliste ligger 32 meter över havet och antalet invånare är 362.
Terrängen runt Halliste är platt. Runt Halliste är det mycket glesbefolkat, med 4 invånare per kvadratkilometer. Närmaste större samhälle är Kõpu, 12,5 km öster om Halliste. I omgivningarna runt Halliste växer i huvudsak blandskog.